# Cleptometopus basifossulatus
Cleptometopus basifossulatus är en skalbaggsart som beskrevs av Stefan von Breuning 1940. Cleptometopus basifossulatus ingår i släktet Cleptometopus och familjen långhorningar. Inga underarter finns listade i Catalogue of Life.